# 奧爾頓塔
奥尔顿塔（Alton Towers）位于英国英格兰的斯塔福德郡，屬於默林娛樂旗下，是一個游玩机动游戏为主的主题公园，1980年开业时它的螺旋过山车Corkscrew是当时全英最热门的机动游戏之一。1998年，它开放世界上第一个垂直俯冲的过山车X-SECTOR。游乐园每年都会增加新型的游乐项目，如高拟真球幕影院、超高速过山车等。2009年新增了水族馆。

## 外部連結
- Lost Heritage: full architectural history of the house （页面存档备份，存于）
- .   [2014-02-15]. （原始内容存档于2009-10-01）.
- 1930 film of Alton Towers （页面存档备份，存于）
- Heraldry at Alton Towers （页面存档备份，存于）
- Alton Towers: Before it was Famous (on themagiceye at Joyland) （页面存档备份，存于）